# Улица Братьев Газдановых
Улица Братьев Газдановых — улица во Владикавказе, Северная Осетия, Россия. Улица располагается в Затеречном муниципальном округе. Начинается от проспекта Коста и заканчивается улицей Цейской.
Улицу Братьев Газдановых пересекают улицы Ардонская, Заурбека Калоева, Тургеневская, Гончарова и Гастелло.
Улица названа в честь семерых братьев Газдановых погибших во время Великой Отечественной войны.
Улица образовалась в конце XIX века и впервые обозначена на плане города Владикавказа «Карты Кавказского края» как улица Александровская. Была названа в честь императора Александра II, который посетил Владикавказ в сентябре 1871 года.
с 14 декабря 1967 года городской совет переименовал улицу Александровскую в улицу Братьев Газдановых.